# Полімерна стабілізація ґрунту

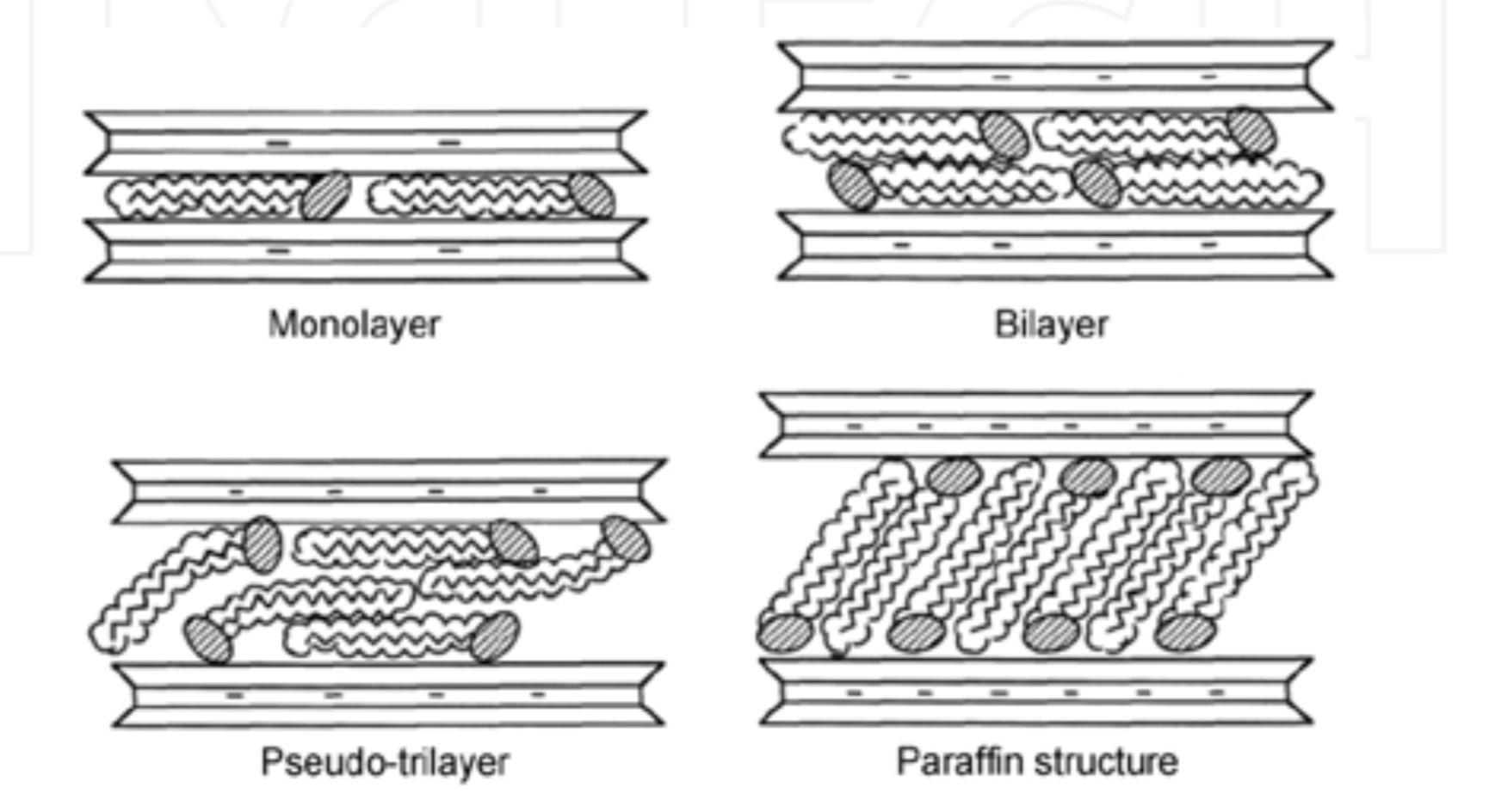
Полімери стабілізують ґрунт завдяки взаємодії з частинками ґрунту.

Полімерна стабілізація ґрунту стосується додавання полімерів для покращення фізичних властивостей ґрунту, найчастіше для геотехнічних, будівельних або сільськогосподарських проектів. Навіть у малих концентраціях різні полімери збільшують утримання води та зменшують ерозію, збільшують міцність ґрунту на зсув та підтримують структуру ґрунту. Широкий спектр полімерів використовувався для вирішення різноманітних проблем: від запобігання опустелюванню до зміцнення земляного покриву. Полімери, які були протестовані на ефект стабілізації ґрунту, включають низку синтетичних полімерів і біополімерів. Біополімери, зокрема, пропонують більш екологічну альтернативу традиційним хімічним добавкам, таким як звичайний цемент, який може генерувати велику кількість вуглекислого газу під час виробництва або завдати тривалої шкоди навколишньому середовищу. Полімери головним чином впливають на агрегацію та міцність ґрунтів через їх взаємодію з дрібними частинками глини. Покриття з адсорбованих полімерів на глинах можуть підвищити їхню стеричну стабілізацію, запобігаючи наближенню частинок глини одна до одної так близько. Крім того, полімерні молекули, які зв’язуються з декількома частинками глини, сприяють флокуляції. Гідрогелеві мережі можуть призвести до більш непрямого зміцнення всередині ґрунту, створюючи риштування для частинок ґрунту. Додаткова міцність може бути надана полімерним мережам у ґрунті шляхом хімічного зшивання та затвердіння.
Синтетичні геополімери на основі алюмосилікатів мають багато таких же сполучних властивостей, як портландцемент. У порівнянні з іншими полімерними добавками, багато геополімери досить міцні, мають високу механічну міцність і термічну стабільність. Вони легко реагують з гідроксидом кальцію у воді, що дозволяє їм діяти як цементні в’яжучі. Геополімери мають перевагу в тому, що є більш екологічно чистими та енергоефективними у виробництві, ніж традиційні хімічні добавки, і можуть бути синтезовані з відходів, таких як шахтні хвости або летюча зола.
Геополімери мають перевагу в тому, що є більш екологічно чистими та енергоефективними у виробництві, ніж традиційні хімічні добавки, і можуть бути синтезовані з відходів, таких як шахтні хвости або летюча зола.[7] Коли ці відходи обробляються лужним реагентом, алюмосилікат швидко деполімеризується та поліконденсується в жорстку тривимірну полімерну структуру, яка покриває та зміцнює пори ґрунту. Геополімери застосовувалися для стабілізації гіпсових ґрунтів через їх стійкість до сірки та інших хімічних впливів, які послаблюють традиційний цемент.
Полімери головним чином впливають на агрегацію та міцність ґрунтів через їх взаємодію з дрібними частинками глини. Покриття з адсорбованих полімерів на глинах можуть підвищити їхню стеричну стабілізацію, запобігаючи наближенню частинок глини одна до одної так близько. Крім того, полімерні молекули, які зв’язуються з декількома частинками глини, сприяють флокуляції. Гідрогелеві мережі можуть призвести до більш непрямого зміцнення всередині ґрунту, створюючи риштування для частинок ґрунту. Додаткова міцність може бути надана полімерним мережам у ґрунті шляхом хімічного зшивання та затвердіння.